# دهستان صایین
دهستان صائین یکی از دهستان‌های شهرستان سرآب در استان آذربایجان شرقی ایران است. بر اساس سرشماری سال ۱۳۸۵، جمعیت این دهستان ۳٬۷۳۸ نفر (۷۱۴ خانوار) بوده‌است. دهستان صائین در بخش مرکزی شهرستان سرآب جای دارد.
مرکز این دهستان، روستای کلیان است.